# Meek. Mild. As If.
Meek. Mild. As If. war der Titel einer Werbekampagne des Churches Advertising Networks (CAN), einer Organisation aus Großbritannien, die Werbematerial für das Christentum entwirft. Zentrales Element der Kampagne war ein Plakat mit einem Porträt von Jesus Christus, das stark an bekannte, zweifarbige Darstellungen des marxistischen Revolutionärs Che Guevara erinnert. Das Plakat sorgte für zahlreiche Presseberichte in Großbritannien und dem Ausland sowie zumeist negative Reaktionen von Kirchenvertretern und Politikern.

## Beschreibung

Vektorgrafik im Stil von Jim Fitzpatricks Grafik, die als Vorlage für das Jesus-Porträt diente

Das Plakat zeigt ein Porträt von Jesus Christus. Dessen Umrisse sind nur mit Schwarz gezeichnet, der Hintergrund ist vollständig in Rot gehalten. Mit diesem Stil sowie der Gestaltung der Gesichtszüge, der Haare und der Schatten lehnt sich die Darstellung stark an die Zweitongrafiken von Che Guevara an, die auf dem Foto Guerrillero Heroico von Alberto Korda basieren und deren bekannteste Version vom irischen Künstler Jim Fitzpatrick stammt. Statt Guevaras Barett trägt Jesus auf dem Plakat seine Dornenkrone.
Unterhalb des Bildes steht in Großbuchstaben „Meek. Mild. As If.“ (deutsch: „Geduldig. Sanft. Von wegen.“). Dieser Text bezieht sich auf das Kinderlied Gentle Jesus, meek and mild von Charles Wesley. Darunter ist „Discover the real Jesus. Church. April 4“ (deutsch: „Entdecke den wahren Jesus. In der Kirche am 4. April“) zu lesen. Der 4. April 1999 war Ostersonntag.
Mit der Fusion von Jesus Christus und Che Guevara greift das Plakat ein Motiv auf, das seit dem Tod Guevaras häufig in Kunst und Literatur verwendet wurde. Das Herausstreichen von äußeren Ähnlichkeiten sowie Gemeinsamkeiten der Lebensgeschichten Che Guevaras und Jesu Christi sind in der Rezeption des marxistischen Revolutionärs so verbreitet, dass der britische Kunsthistoriker David Kunzle diesem Aspekt sogar ein ganzes Buch widmete. Das Plakat unterscheidet sich aber von der Mehrheit der Werke dadurch, dass diesmal nicht Che zu Jesus Christus gemacht wird, sondern Jesus zu Che Guevara.

## Entstehung und Veröffentlichung
Das Churches Advertising Network (CAN) wurde 1991 in Großbritannien gegründet. Die Organisation, die sich selbst als „unabhängige ökumenische Gruppe von christlichen Kommunikatoren“ bezeichnet, bietet Kirchen ihre Werbematerialen an, um den christlichen Glauben zu verbreiten. Die Werbeaktionen, die sich auf Ostern und Weihnachten konzentrierten, waren dabei durch mutige und humorvolle Inhalte geprägt, die teilweise Kritik hervorriefen. So wurde ein für die Weihnachtskampagne 1996 vorgesehenes Plakat von einigen anglikanischen Diözesen verboten. Es zeigte eine Karikatur der Heiligen Drei Könige, die mit dem Text „Bad Hair Day?! Du bist eine Jungfrau, du hast gerade ein Kind geboren und jetzt sind drei Könige aufgekreuzt“ untertitelt war.
Das Motiv Meek. Mild. As If. entstand für die Osterkampagne 1999. Der Entwurf stammt von Chas Bayfield und Trevor Webb, die zu dieser Zeit bei Werbeagenturen angestellt waren und ehrenamtlich für die Werbekampagne des CAN arbeiteten. Dafür verwendeten sie ein Jesusbild, das sie im Internet gefunden hatten. Die Grafik wurde Anfang Januar 1999 veröffentlicht und war nicht nur als Plakat auf Werbetafeln in Großbritannien zu sehen, sondern wurde auch als Anstecker und Postkarte vertrieben.

## Reaktionen und Rezeption
Kurz nach der Veröffentlichung des Plakats erschienen in Großbritannien Artikel dazu unter anderem in der Daily Mail, The Independent und The Guardian. In den USA berichteten unter anderem die Los Angeles Times und The Washington Post und in Deutschland erschien ein kurzer Beitrag im Spiegel.
Die Reaktionen der Kirchen in Großbritannien waren ablehnend. Die katholische Kirche distanzierte sich von der Kampagne und ihr Pressesprecher äußerte die Befürchtung, die Leute könnten den 4. April mit Che Guevaras Geburtstag verwechseln. Der Sprecher der Church of England bezeichnete die Verschmelzung von Jesus mit Che Guevara als „in keinster Weise angemessen“ und für den Bischof von Wakefield trivialisiere man damit das Mysterium Gottes. Der Bischof von Ely Stephen Sykes verteidigte die Kampagne jedoch. Sie sei nicht blasphemisch und habe ihr Ziel, Aufmerksamkeit zu erzielen, erreicht.
Auch Politiker äußerten sich zur Kampagne. Harry Greenway, ein früherer konservativer Abgeordneter im britischen Unterhaus, bezeichnete das Plakat als  „grob frevlerisch“ und forderte die Exkommunizierung der Verantwortlichen. Robert Griffiths, dem Generalsekretär der Kommunistischen Partei Großbritanniens, gefiel das Plakat allerdings. So sei Nachahmung das aufrichtigste Kompliment. Außerdem sei es ermutigend, dass die Kirchen einem bedeutenden Kommunisten Tribut zollten. Judy Beishon von der Socialist Party empfand die Kampagne hingegen als ein bisschen seltsam und ein bisschen unfair gegenüber Che Guevara.
Mehrere Mitglieder des CAN erklärten gegenüber der Presse die Motivation hinter der Kampagne. Ziel sei es, dem klassischen Bild von Jesus als Schwächling im weißen Nachthemd etwas entgegenzusetzen und stattdessen seine antimaterialistischen und revolutionären Seiten hervorzuheben.
Das Plakat wurde auch in der Kunstwelt beachtet. 2000 wurde es als eines von nur wenigen Bildwerken des 20. Jahrhunderts in der Ausstellung Seeing Salvation der National Gallery in London gezeigt und in der gleichnamigen BBC-Sendung besprochen. Außerdem war es Teil der Ausstellung Che Guevara: Revolutionary & Icon des Victoria and Albert Museum aus dem Jahr 2006. Der britische Kunsthistoriker David Kunzle widmete dem Plakat ein eigenes Kapitel in seinem Buch Chesucristo, das sich mit der Fusion von Che Guevara und Jesus in Kunst und Literatur beschäftigt.
Die Idee der Fusion von Jesus mit Che Guevara griff das CAN 2005 noch einmal auf. Ein Plakat für die Weihnachtskampagne zeigte ein schwarz-weißes Porträt eines Kleinkinds auf rotem Hintergrund. Unterschrieben ist das Bild mit „Dec. 25th. Revolution begins. Celebrate the birth of a hero“ (deutsch: „25. Dezember. Die Revolution beginnt. Feiert die Geburt eines Helden“).